# Personaggi di Life Is Strange
Qui sotto sono elencati i personaggi presenti dei videogiochi di Life Is Strange, Life Is Strange: Before the Storm, Life Is Strange 2 e dello spin-off Le fantastiche avventure di Captain Spirit.

## Personaggi principali

### Maxine Caulfield
Maxine Caufield (che preferisce essere chiamata Max) è la protagonista di Life Is Strange, del fumetto Life Is Strange: Dust e dell'episodio bonus di Life Is Strange: Before the Storm e in quest'ultimo, pur non apparendo mai, viene menzionata spesso. Ragazza di 18 anni originaria di Arcadia Bay, è la migliore amica di Chloe. Max è una ragazza timida che non ama essere al centro dell'attenzione. Ha poca autostima di sè stessa pensando di non essere particolarmente speciale, infatti Chloe la rimprovera spesso facendole capire che lei è più intelligente di quanto crede ed è la persona migliore che lei conosca. È presa di mira da Victoria e dalle sue amiche che la ritengono strana, ma lei non dà loro tanta importanza, anzi, le ignora, ma se c'è occasione di vendicarsi non ha problemi a farlo. È molto sensibile e si preoccupa molto per le persone a lei care ed è disposta a tutto pur di proteggerle. Pensa di essere paurosa ma ha dimostrato molte volte di avere un grande coraggio e prontezza di riflessi. Ama molto la fotografia e vorrebbe diventare una fotografa famosa. Preferisce usare vecchie macchine fotografiche, come le polaroid. Scatta spesso fotografie di oggetti o momenti particolari che definisce molto emotive e appende le foto nella sua stanza. Si auto definisce una geek e ama le storie di fantascienza e i pirati. Nonostante l'età, a differenza dei suoi coetanei è molto matura, deduttiva e intelligente. Avendo questo comportamento maturo e razionale, la madre di Chloe la considera l'unica persona in grado di comunicare completamente a Chloe e di farle capire alcuni suoi comportamenti sbagliati. Come Chloe, anche lei odia Arcadia Bay e vorrebbe andarsene visto che l'intera città è piena di gente cattiva e corrotta dalla famiglia Prescott. Si veste quasi sempre in modo sportivo, porta sempre con sé una tracolla. Ha i capelli color castano corti, mossi e a caschetto e delle lentiggini sul viso. Max possiede un diario personale dove annota tutto quello che le accade nella giornata, compresi disegni. L'animale guida di Max è un cervo. Nella realtà alternativa, creata dai suoi cambiamenti temporali dell'uso eccessivo del suo potere, fa parte del Vortex Club ed è amica di Victoria, di Nathan e di tutti gli altri membri del club.
Nella sua vita ci sono tre persone che ama tantissimo: i suoi genitori e Chloe. Quest'ultima è la sua migliore amica e anche Chloe la considera tale. Loro due si conoscono da quando sono piccole e sono sempre state insieme. Max e Chloe possiedono un carattere diverso ma è proprio questo che le lega perché una supporta e completa l'altra. Chloe per Max è tutto e non vorrebbe mai separarsi da lei. Il loro rapporto di amicizia è talmente profondo che Max era disposta a sparare a Frank quando questi ha minacciato di uccidere Chloe con un coltello. Quando Max si è trasferita a Seattle ha perso ogni contatto con Chloe. Quando è tornata ad Arcadia Bay, Max si vergognava a scriverle perché si sentiva in colpa per non averla più sentita in cinque anni. Lei sa di aver sbagliato e non si perdonerà mai per averla abbandonata ma alla fine Chloe è riuscita a perdonarla perché Max le ha dimostrato tantissime volte quanto tiene a lei. Max è disposta a sconvolgere le leggi della natura con i suoi poteri pur di salvarla. Il rapporto che ha con Chloe è molto particolare, quasi platonico, perché forse può essere la causa che le ha donato i suoi poteri. Nel momento stesso in cui l'ha vista morire per mano di Nathan nel bagno ha risvegliato in lei il potere di riavvolgere il tempo per salvarla. Max senza Chloe si sentiva persa e da sola ma dopo averla rincontrata ha come ritrovato una parte di sé e infatti per lei farebbe di tutto, e lo stesso Chloe farebbe per lei. Un'altra persona per cui Max prova un grande affetto è Kate, essa è una ragazza docile e gentile, anch'essa presa di mira da Victoria. Quest'ultima le sta vicino quando Kate viene bullizzata da tutti per il video pubblicato su internet. Se Max riesce a convincerla a non buttarsi dal tetto le due diventano molto amiche e Max le giura che l'aiuterà a vendicarsi verso Nathan.
Max ha la capacità di riavvolgere il tempo. Nemmeno lei sa come lo ha risvegliato ma crede che si sia scaturito nel vedere Chloe uccisa da Nathan. Ella quando porge la mano destra in avanti può riavvolgere il tempo di qualche minuto. Quando riavvolge il tempo si ricorda quello che è accaduto prima di riavvolgere, inoltre può tenersi gli oggetti che trova, come quando ha preso le chiavi del furgone di Frank per poi riavvolgere il tempo facendo in modo che lei e lui non si fossero incontrati. Il suo potere inoltre se è scaturito da forti emozioni può congelare il tempo momentaneamente permettendo solo a lei di muoversi. Se osserva una vecchia fotografia dove si trova lei può risvegliarsi nel momento stesso in cui è stata scattata tale foto e rivivere il momento o cambiare qualche azione, così poi gli eventi futuri cambiano. Infatti con questo potere ha creato la linea temporale dove il padre di Chloe non è morto, qui infatti ella gli ha nascosto le chiavi dell'auto costringendo William a prendere l'autobus. Se utilizza troppo il suo potere le causa stanchezza e il sangue le cola dal naso. Il suo potere ha effetto anche sulla natura e sembra basarsi sulla Teoria del Caos. Ogni volta che utilizza troppo il suo potere cambiando gli eventi altera il continuum spazio temporale e causa effetti sulla natura. Infatti il tornado che si abbatte su Arcadia Bay è il risultato del troppo utilizzo del suo potere. All'inizio, nonostante sia una persona molto intelligente, non aveva associato gli strani fenomeni atmosferici ai suoi poteri. È doppiata da Hannah Telle.

### Chloe Price
Chloe Price è la co-protagonista di Life Is Strange, del fumetto Life Is Strange: Dust e protagonista di Life Is Strange: Before the Storm. È una ragazza di 19 anni (nel prequel ne ha 16) che abita ad Arcadia Bay, ed è la migliore amica di Max. Chloe è la classica ragazza maschiaccio. Il suo outfit nel gioco, è prettamente punk, anche se ha dei richiami al grunge, pur essendo molto personale, come ad esempio uno dei giubbotti da lei indossati, ricordo di suo padre. Sul braccio destro ha un tatuaggio a motivi floreali, con farfalle e un teschio, il cui significato ha diverse interpretazioni. Ha i capelli tinti di azzurro, pur presentando la ricrescita del suo biondo fragola naturale, e indossa sempre una cuffia blu. I jeans che porta, in accordo con il suo stile, presentano spesso degli strappi. Ex studentessa della Blackwell Academy, viene espulsa a causa dei suoi comportamenti immaturi, il marinare frequentemente le lezioni e l'utilizzo di droghe. Chloe ha un carattere molto aperto, non si fa problemi a dire quello che pensa, anche a scapito delle conseguenze. Il suo modo di parlare è schietto, senza filtri e non risparmia termini crudi o "volgari". È inoltre coraggiosa, non le importa di compiere qualsiasi tipo di azione, anche se illegale, e fa uso di droghe, principalmente di canne, e da una foto presente nel gioco, possiamo evincere che faccia uso anche del bong. È spesso indebitata col suo spacciatore Frank Bowers, e prende spesso multe per il suo modo di guidare sconsiderato. Beve spesso birra. Nel prequel, la vediamo portare sempre con sé un pennarello indelebile, strumento di espressione utilizzato per fare dei graffiti ovunque lei si senta ispirata. Il suo nascondiglio preferito è la discarica di Arcadia Bay, spesso si reca lì per rilassarsi ed isolarsi da tutti. Analogamente a Max, anche lei odia Arcadia Bay e vorrebbe fuggirne. Nonostante la sua filosofia di vita sia "Non mi importa di niente e di nessuno", anche lei possiede delle passioni, infatti le piace la musica rock e punk, inoltre ama la scienza anche se ormai non la studia più, essendo demotivata dalla vita. Il suo cambiamento, è dovuto a due avvenimenti critici nella sua vita: la morte di suo padre William, al quale era molto legata, e quando Max si trasferì a Seattle. A seguito di questi fatti, Chloe cadde in uno stato di depressione, sentendosi sola e abbandonata da tutti, disilludendosi del mondo attorno a lei, allontanandosi tra le cose sempre più anche dalla madre Joyce. Tuttavia, nonostante dimostri di essere una persona forte e che non teme nulla, possiede un grande cuore ed è pronta a tutto pur di proteggere le persone che ama. Uno degli elementi che ci da evidenza di ciò che nasconde sotto la superficie è che anche lei come Max possiede un diario personale dove annota tutto quello che le succede nella giornata, e che si può leggere giocando al prequel. Esso, almeno nel prequel, non è che una raccolta di lettere per la perduta amica Max, e funge da specchio per tutto ciò che Chloe avrebbe voluto condividere con lei, e frequenti al suo interno sono disegni che richiamano il contenuto del diario come persone, raffigurazioni artistiche o enfatiche, come ad esempio nella parte che riguarda la descrizione di sè stessa, l'incipit è "Mi chiamo Chloe Price, ma tu puoi chiamarmi [disegno-del-dito-medio]". A differenza di Max è molto impulsiva ed emotiva, e questo spesso può dare la percezione che sia immatura, irresponsabile ed egoista. Secondo la madre di Chloe, Joyce, Max è l'unica persona a cui sua figlia dia retta. Chloe e Max, da piccole giocavano spesso ai pirati, e sognavano di diventarlo una volta diventate grandi.
Nella realtà alternativa, creata da Max, tramite il suo potere, troviamo una Chloe molto diversa, costretta a letto a causa di un incidente d'auto, ma con suo padre ancora in vita.
La vita di Chloe è stata molto travagliata dalla morte di suo padre e dal trasferimento di Max. Chloe era molto legata a suo padre, era il suo pilastro di vita. Nonostante passano gli anni ella sente ancora tanto la sua mancanza e a volte sembra che non abbia ancora accettato la sua morte. Spesso lo sogna e ci parla per chiedergli consigli su come affrontare il futuro. Dopo che suo padre è morto si è allontanata sempre di più da sua madre Joyce. Chloe vuole molto bene a sua madre ma dopo che ella si è fidanzata con David ha cominciato a provare risentimento verso di lei pensando che non le importa più niente di lei e di suo padre. Odia il suo patrigno David, infatti lo chiama "Coglionnello" essendo stato nell'esercito. Ella non lo sopporta perché vuole sempre dare ordini, comandare e sostituire suo padre come figura paterna. Chloe tenta spesso di far capire a sua madre che ha sbagliato a mettersi con lui. Dopo che Max si è trasferita a Seattle, Chloe non ha più avuto molti amici semmai ha stretto qualche piccola amicizia con alcuni studenti della Blackwell ma niente di importante. La prima persona con cui ha stretto un vero rapporto di amicizia e amore è stata Rachel Amber. Quest'ultima è la studentessa più famosa della Blackwell. All'inizio Chloe era un po' riluttante nel diventare amica di Rachel perché trovava strano che la ragazza più famosa della scuola frequentasse lei che era considerata un'asociale. Col tempo Chloe s'innamora di Rachel e anche quest'ultima poi ricambia il sentimento. Le due legano molto perché entrambe sono stufe di essere considerate come tutti vogliono che siano e inoltre si supportano a vicenda per i diversi problemi familiari che hanno trascorso e che attraversano. È grazie a lei che è riuscita a trovare un senso nella sua vita. Dopo che Rachel è scomparsa ha giurato di trovarla a tutti i costi. Prima di conoscere Rachel la persona con cui era molto legata era Max, le due sono migliore amiche fin da bambine e stavano sempre insieme. Dopo che Max si è trasferita a Seattle ella ha cominciato a scrivere poco a Chloe fino a non scriverle più per cinque anni. Qui Chloe ha cominciato a essere arrabbiata con Max e a sentirsi abbandonata dall'unica persona che pensava che non l'avrebbe mai fatto. Nonostante Chloe sia arrabbiata con Max le manca moltissimo e infatti sul suo diario scrive sempre in grande il suo nome e come affermato da lei stessa se dovesse tornare sarebbe felicissima di rivederla. Dopo che infatti Max ritorna ad Arcadia Bay, le due s'incontrano per puro caso e si recano a casa di Chloe. Qui quest'ultima si sfoga con Max per averla abbandonata ma alla fine la perdona perché le vuole troppo bene ed è felice che sia tornata. Il loro rapporto è molto profondo perché nonostante siano caratterialmente diverse si completano l'un l'altra e si supportano a vicenda. Chloe riesce a tirare fuori il meglio di Max facendole capire quanto sia coraggiosa. Chloe stima moltissimo Max definendola la persona migliore, più intelligente e più sensibile che abbia mai conosciuto. Chloe spesso rimane stupita di quanto Max le voglia bene perché era disposta a uccidere una persona pur di salvarla. L'animale guida di Chloe è la farfalla blu. È doppiata da Ashly Burch (Life Is Strange e nell'episodio bonus in Life Is Strange: Before the Storm) e da Rhianna DeVries (Life Is Strange: Before the Storm).

### Christopher Eriksen
Christopher Eriksen (meglio conosciuto come Chris) è il protagonista dello spin-off Le fantastiche avventure di Captain Spirit. È un bambino di dieci anni con una fervida immaginazione e il suo sogno è quello di diventare un supereroe, infatti si è anche scelto il suo nome da eroe, ovvero, Captain Spirit. È molto attratto dal potere della telecinesi e infatti quando gioca fa finta di utilizzarla. Possiede una grande immaginazione e passa molto tempo a giocare con i suoi omini di plastica dove lui si autodefinisce il leader della sua squadra immaginaria. Ama i fumetti e i videogiochi. È un ragazzino molto curioso, infatti ha rubato una sigaretta del padre e ha provato a fumarla. Era molto affezionato alla madre e quando quest'ultima è morta la sua vita è cambiata. Suo padre è diventato un alcolizzato e non accenna a uscire dalla crisi, inoltre Chris tende spesso a svolgere le mansioni di casa visto che suo padre è perennemente ubriaco e triste. Ciononostante vuole molto bene al padre e capisce la sua tristezza, solo che vorrebbe che reagisse. A volte è capitato che Chris è stato picchiato dal padre quando questi era ubriaco e per non farlo andare nei casini, nasconde la verità ai vicini che si accorgono della situazione, infatti la sua vicina spesso gli fa visita per assicurarsi che stia bene e lui ogni volta mente. È doppiato da Chandler Mantione.

### Sean Diaz
Sean Diaz è il protagonista di Life Is Strange 2. È un ragazzo di 16 anni che vive a Seattle insieme a suo fratello minore Daniel e a suo padre, di altezza normale e con una carnagione abbronzata, per le sue origini latine. Possiede dei capelli corti color nero. La sua passione è il disegno e porta sempre con se un piccolo quaderno dove ogni tanto disegna. È molto protettivo nei confronti del fratello. È doppiato da Gonzalo Martin.

### Daniel Diaz
Daniel Diaz è il co-protagonista di Life Is Strange 2. È un bambino di nove anni che vive a Seattle insieme a suo fratello maggiore Sean e a suo padre. Di aspetto assomiglia molto al fratello, con la differenza che possiede dei capelli mossi. Anch'egli possiede una carnagione abbronzata. È doppiato da George Romano

### Alex Chen
Alex Chen è la protagonista di Life Is Strange: True Colors. È una ragazza di ventuno anni di origine asiatica. Possiede dei capelli corti neri con un lungo ciuffo che le cade dalla parte sinistra del volto e porta gli occhiali. Le piace la musica e si porta sempre dietro la sua chitarra. È doppiata da Erika Mori.

## Personaggi secondari

### Rachel Amber
Rachel Amber è un personaggio secondario di Life Is Strange anche se non appare mai ma viene menzionata spesso e si vede la sua foto sui volantini, ed è la coprotagonista di Life Is Strange: Before the Storm. È una ragazza di 19 anni che abita ad Arcadia Bay. È figlia del procuratore della città, inoltre è la ragazza più popolare della Blackwell Academy, dove eccelle in tutte le materie, tanto da essere la figura più rappresentativa dell'istituto  e, anche se non fa parte del Vortex Club, partecipa alle feste e ai ritrovi del gruppo. Tutti la definiscono una ragazza gentile, perfetta in tutto e molto intelligente. Rachel si veste in stile grunge, ha dei lunghi capelli biondo scuro, degli occhi ambrati e sull'orecchio sinistro possiede un orecchino con sopra attaccata una piuma azzurra. È una ragazza gentile ed educata ma è costretta ad avere molte facce in base alle circostanze, questo perché tutti vogliono che si comporti come vogliono loro. Rachel soffre molto interiormente perché non può essere se stessa ma quello che gli altri vogliono. Fa subito amicizia con Chloe perché lei se ne frega di quello che dicono gli altri e si comporta come vorrebbe lei. Anche Rachel ama fare cose illegali inoltre spesso s'intrufola nei vagoni dei treno merci per recarsi in luoghi in mezzo alla natura per rilassarsi. Come Chloe, ama molto la musica Punk e Rock e quando si reca ai concerti si veste e si trucca di nero. È molto legata a suo padre ma dopo che scopre che lui tradisce sua madre ella comincia a provare risentimento verso di lui, anche dopo aver scoperto la verità sulla sua vera madre. Vorrebbe scappare da Arcadia Bay ritenendo la città corrotta. Le piace molto recitare e vorrebbe diventare una modella famosa a Los Angeles. Alcune cose le prende molto alla leggera e non le importa delle conseguenze. È la classica ragazza che in qualche modo riesce ad attrarre molte persone a sé. Quando conosce Chloe, all'inizio Rachel lascia spiazzata la ragazza ma poi le due iniziano a frequentarsi e tra le due s'instaura una profonda amicizia simile a quella di Chloe e Max e le due arrivano al punto di amarsi. Rachel nonostante si fidi molto di Chloe, le tiene nascosto la sua relazione con lo spacciatore Frank. Nonostante faccia parte del Vortex Club non ama molto frequentare i suoi membri, anche se sembra avere avuto una relazione con Nathan. Durante una festa del Vortex Club viene drogata da Nathan e condotta nel bunker segreto dove Jefferson comincia a fotografarla ma muore di overdose e viene seppellita nella discarica di Arcadia Bay. È doppiata da Kylie Brown.

### Victoria Chase
Victoria Chase è un'antagonista minore di Life Is Strange e personaggio secondario di Life Is Strange: Before the Storm. Ragazza di 18 anni della Blackwell Academy. Statura media, magra e con capelli biondi, con taglio corto alla moda. È la classica ragazza popolare e snob, "amica di tutti e di nessuno". Fa parte del Vortex, un club privato della scuola che conta tra i suoi membri solo i ragazzi più in vista. Tutto, dal suo modo di vestire (estremamente elegante e costoso) al comportamento che riserva agli altri suggerisce un'attitudine elitaria sprezzante della mediocrità e genuinità. Dimostra di essere inoltre molto ambiziosa ed egocentrica, disposta a tutto pur di raggiungere il successo e il centro dell'attenzione di tutti. Fa uso di droghe ed è solita bere in compagnia dei suoi amici del Vortex club e in special modo Nathan, persona con cui condivide un profondo rapporto di amicizia (seppur privato del più oscuro dei segreti). Nonostante all'apparenza sembri una persona cinica, crudele e superficiale, in realtà ha un animo sensibile e vulnerabile, che nasconde per via di una forte insicurezza personale e dell'aggressività maturata a seguito delle alte aspettative nutrite su di lei. Inoltre, nonostante prenda in giro la protagonista, è in realtà una sua stimatrice, proprio perché Max non ha bisogno di maschere per relazionarsi con gli altri rimanendo se stessa. Nella realtà alternativa, creata dai cambiamenti apportati da Max, Victoria e Max sono intime amiche. È doppiata da Dani Knights (Life Is Strange) e Theresa Croft (Life Is Strange: Before the Storm).

### Nathan Prescott
Nathan Prescott è l'antagonista secondario di Life Is Strange e personaggio secondario di Life Is Strange: Before the Storm. Ragazzo di 18 anni e studente della Blackwell Academy. Proveniente dalla famiglia più ricca di Arcadia Bay. A causa della pressione da parte di suo padre, che proviene dalla famiglia più ricca della città, è mentalmente instabile e spesso va da uno psicologo e prende psicofarmaci. Sembra possedere anche piccoli attacchi di schizofrenia. È un ragazzo molto violento e crudele e i suoi modi sono conosciuti a tutti gli studenti della Blackwell, infatti tutti cercano di stargli alla larga per evitare problemi. Fa parte del Vortex Club ed è il migliore amico di Victoria. Per rilassarsi spesso fa uso di droghe e beve birra, spacciando, a volte, la droga che compra da Frank. Quando qualcuno gli fa un torto si vendica distruggendo la sua stanza o picchiandolo a sangue. Facente parte della famiglia Prescott, spesso utilizza il nome della sua famiglia per ottenere quello che vuole o per spaventare chiunque. Possiede una pistola che porta spesso di nascosto. A causa del rapporto conflittuale che ha con suo padre cerca sempre di attirare la sua attenzione, infatti si lega molto al professor Jefferson vedendolo come una nuova figura paterna. A causa di questo attaccamento a Jefferson, spesso aiuta quest'ultimo a drogare le ragazze che porta in un bunker segreto per abusare di loro. Tuttavia, nonostante sembri essere un ragazzo molto problematico, dimostra ancora sprazzi di lucidità e bontà, soprattutto quando avverte Max sulle intenzione di Jefferson scusandosi addirittura per tutti i problemi causati. In realtà non è cattivo ma una serie di problemi familiari lo ha reso così. Viene ucciso da Jefferson dopo che egli ha scoperto che Nathan ha lasciato un messaggio a Max sulle sue vere intenzioni. Nella realtà alternativa, creata dai cambiamenti temporali apportati da Max, è amico di Max. È doppiato da Nik Shriner (Life In Strange) e Caleb Thomas (Life Is Strange: Before the Storm).

### Warren Graham
Warren Graham è un personaggio secondario di Life Is Strange e viene menzionato in Life Is Strange: Before the Storm. È un ragazzo di 18 anni e studente della Blackwell Academy. È un ragazzo socievole e molto solare, a differenza dei suoi coetanei non ama giocare a football ma preferisce passare del tempo a vedere film di fantascienza e a fare esperimenti scientifici. Adora le serie televisive e i film, così come i videogiochi: è il classico geek. Spesso passa del tempo con Brooke per parlare di effetti climatici o eventi scientifici importanti. È innamorato di Max e farebbe qualsiasi cosa per lei, infatti ha pestato Nathan senza pietà e sembra che la cosa non lo preoccupi. Spesso le chiede di vedere dei film di fantascienza insieme. È il classico nerd ma sa di esserlo. Nonostante sia un ragazzo gentile ed educato è molto impacciato con le ragazze e infatti fa fatica anche a chiedere a Max di uscire. Nella realtà alternativa, creata dai cambiamenti temporali apportati da Max, Warren esce con Stella. È doppiato da Carlos Luna.

### Kate Marsh
Kate è un personaggio secondario di Life Is Strange. È una ragazza di 18 anni e studentessa della Blackwell Academy.
Proviene da una famiglia cristiana devota, cresciuta ed educata secondo tali valori.
È una ragazza timida che non ama stare al centro dell'attenzione, ma al contempo molto gentile e disponibile divenendo subito una buona amica della protagonista Maxine Caulfield. Le piace ogni forma d'arte, infatti è interessata alla fotografia, è una brava disegnatrice e suona il violino. Per via del suo carattere e della sua filosofia di vita (tra cui la devozione e la campagna di astinenza dal sesso precoce) è spesso oggetto delle prepotenze e degli scherzi delle sue compagne, in particolare di Victoria e Taylor. Non avendo la tenacia di reagire, è costretta a subire tutto passivamente. La sua situazione peggiora drasticamente quando, cercando di uscire timidamente dal suo guscio e di fare nuove amicizie, decide di partecipare a un festino organizzato da un club privato della scuola, il "Vortex Club". 
Durante tale evento si sente totalmente a disagio e nello sconforto viene avvicinata dal gruppo di Victoria e incoraggiata a bere del vino, a sua insaputa contenente droga. Sotto gli effetti della sostanza comincia a scambiare intimità con diversi ragazzi mentre Victoria la riprende col cellulare salvandone un video. La stessa sera Nathan con la scusa di portarla al pronto soccorso in macchina, la conduce invece in un altro luogo dove l'antagonista sfruttando la sua totale vulnerabilità ne fa delle foto raccapriccianti, per poi drogarla nuovamente e lasciarla il giorno seguente al dormitorio. 
Il video della festa viene caricato da Victoria e diviene virale su internet, al punto che Kate, ancora shockata per tutto l'accaduto, non è più in grado di camminare per la scuola senza incrociare gli 
sguardi e le risate degli altri studenti. La notizia giunge anche alla sua famiglia, che per via dei propri valori reagisce particolarmente male, in special modo la madre e la zia. David Madsen, agente di sicurezza, dopo aver visto il video la ritiene complice degli intrighi e delle irregolarità del Vortex Club e comincia a seguirla e intimidirla per farle confessare. Kate cade in una profonda depressione, e passa intere giornate chiusa nella sua stanza a piangere, non volendo nemmeno più vedere il suo riflesso nello specchio. Nella disperazione trova come unica soluzione per scappare da quell'incubo, tentare il suicidio. Max, unica amica con cui Kate si sia confidata, scegliendo le giuste parole e azioni potrà riuscire a dissuaderla dal compiere l'estremo gesto. 
Nell'eventualità in cui sopravviva, verrà ricoverata in ospedale e Max potrà farle visita. Kate dopo aver visto l'affetto e le scuse di tutti coloro che l'avevano maltrattata si riprende visibilmente e prende coscienza del suo sbaglio, divenendo profondamente grata a Max e perdonando i torti subiti, persino da Victoria.
Durante la convalescenza di Kate, Max si prende cura della sua coniglietta di nome Alice. È doppiata da Dayeanne Hutton.

### Mark Jefferson
Mark Jefferson è l'antagonista principale di Life Is Strange. È un insegnante di fotografia della Blackwell Academy. Un uomo sui 30 anni, molto affascinante, vestito sempre in giacca e cravatta, possiede degli occhiali neri e capelli corti ben curati. Fotografo molto famoso a livello internazionale per le sue foto artistiche. Ha guadagnato la popolarità negli anni '90 diventando poi insegnante ad Arcadia Bay. Viene stimato da tutti gli studenti. Si dimostra una persona molto colta, cordiale, carismatica e che si preoccupa molto per i suoi studenti e per il loro futuro. In realtà Jefferson è un abile bugiardo che riesce a creare una personalità insospettabile, la sua vera natura è un'altra, è uno psicopatico. È un individuo freddo, metodico e nichilista ed è ossessionato nel voler catturare nelle sue foto il momento in cui "l'innocenza" dei suoi "soggetti" (esclusivamente ragazze adolescenti) viene corrotta, quando poste in uno stato di pericolo e rese totalmente indifese e impotenti. Pur di raggiungere i suoi scopi è disposto anche ad uccidere senza pietà per non lasciar alcuna traccia. È anche un abile manipolatore, riesce a plagiare Nathan divenendo per lui una figura paterna. Sfruttando la succubanza del ragazzo ottiene accesso al patrimonio della famiglia Prescott, compreso un bunker sotterraneo ad alta sicurezza che diverrà la sua "Dark Room" e le risorse economiche per l'acquisto dell'attrezzatura fotografica e delle droghe necessarie. Nathan diviene inoltre il suo intermediario per drogare le ragazze e poi condurle nel bunker per fotografarle. Quando scopre che la sua identità sta per essere compromessa per via delle indagini di Chloe e Max, uccide Nathan a sangue freddo e utilizza il suo cellulare per attirare in trappola le due ragazze alla discarica. Una volta sul posto, droga Max di soppiatto prima che possa avere l'opportunità di riavvolgere il tempo e subito dopo spara in testa a Chloe uccidendola sul colpo. Dopo la cattura, Max viene sottoposta al medesimo supplizio toccato alle altre ma alla fine viene salvata da David Madson. Infine, a seconda delle scelte fatte, David deciderà se giustiziare Jefferson o risparmiarlo per consegnarlo alle autorità. È doppiato da Derek Phillips.

### David Madsen
David Madsen è un personaggio secondario di Life Is Strange e di Life Is Strange: Before the Storm. È il patrigno di Chloe e nuovo marito di Joyce. È un ex militare che ha fatto servizio in Afghanistan per poi essere congedato con disonore. Tornato ad Arcadia Bay diventa il capo della sicurezza della Blackwell Academy. In città conosce Joyce e comincia a frequentarla, per poi sposarsi e trasferirsi a casa sua. È un uomo sui 40 anni, con capelli corti neri, ma la sua caratteristica più rilevante sono i suoi baffi. La sua testa ha una forma quasi quadrata. A causa del suo addestramento militare possiede un carattere autoritario e molto serio. A causa della guerra è tornato a casa con qualche paranoia. È molto aggressivo, taciturno e sospettoso con chiunque. A volte, quando perde la ragione diventa molto irascibile fino a colpire anche Chloe. Nonostante litighi spesso con la ragazza lui le vuole bene ma non sapendo come trattarla a volte la comanda troppo e questo fa sì che i due litighino. David ha dichiarato alla ragazza che se fosse un maschio non ci avrebbe pensato due volte a picchiarla. In realtà, con il suo comportamento paranoico ed i suoi modi di fare ossessivi, vuole solo proteggere Chloe e farsi riconoscere da questa come un buon padre, che tiene a lei e alla stessa Max. È molto innamorato di Joyce ma volte anche con lei sbaglia a comportarsi. Dopo aver scoperto il bunker segreto di Jefferson si reca sul luogo e salva Max e qui può uccidere il professore o risparmiarlo per poi portarlo alle autorità. Nella realtà alternativa, creata dai cambiamenti temporali apportati da Max, è l'autista di un pullman. È doppiato da Don McManus (Life Is Strange) e DW McCann (Life Is Strange: Before the Storm).

### Joyce Price
Joyce Price è un personaggio secondario di Life Is Strange e di Life Is Strange: Before the Storm. È la madre di Chloe, vedova di William Price e moglie di David Madsen. Donna di quaranta anni che lavora come cameriera al Two Whales Diner di Arcadia Bay. È ancora una donna molto attraente e infatti riceve lusinghe da molti uomini. Possiede dei capelli biondi raccolti in una coda di cavallo e la si vede sempre vestita con la divisa del Diner. È una donna molto forte caratterialmente e cerca di rendere la vita di Chloe migliore in ogni modo. È gentile, laboriosa e sfacciata come la figlia a volte. Dopo la morte di William il rapporto tra lei e Chloe è peggiorato e le due litigano spesso tuttavia riescono sempre a riappacificarsi sempre. Cerca sempre di aiutare Chloe in tutto e di starle vicino nonostante ella si comporti spesso come un vandalo. Amava molto William infatti lei ammette che non amerà mai più una persona come amava lui. Dopo aver conosciuto David ha cominciato a frequentarlo e i due alla fine si sono sposati e vivono insieme. Joyce cerca sempre di far legare Chloe e David ma invano, tuttavia anche lei se la prende con David se dimostra un comportamento sbagliato. Tiene molto anche a Max, la tratta come una seconda figlia e la ritiene una ragazza molto matura e responsabile, inoltre le ha detto direttamente che senza di lei Chloe sarebbe persa. Nella realtà alternativa, creata dai cambiamenti temporali apportati da Max, è ancora sposata con William essendo ancora vivo. È doppiata da Cissy Jones (Life Is Strange) e Bootsie Park (Life Is Strange: Before the Storm).

### Frank Bowers
Frank Bowers è un antagonista minore di Life Is Strange e personaggio secondario di Life Is Strange: Before the Storm. È lo spacciatore di Arcadia Bay. Un uomo sui trenta anni conosciuto da tutti i ragazzi che si drogano. È un ex studente della Blackwell Academy. Incute paura anche solo a guardarlo, è vestito da biker, possiede dei capelli biondi spettinati e diversi tatuaggi sul corpo. Vive in un camper che usa anche come mezzo per spostarsi e per incontrarsi con i clienti che comprano da lui la droga. Ha un coltello che porta sempre con sé, e un registro contabile dove annota tutti i suoi clienti ma invece di utilizzare il loro nome utilizza dei soprannomi per mantenere la privacy e tiene annotati anche i loro debiti. È un individuo molto solitario che vive spesso sulla spiaggia a ubriacarsi e a fumare. Tende spesso ad alzare la voce con chiunque e non si fida di nessuno, ciò è dovuto al fatto che si sente molto solo e desidera solamente qualcuno da stare con lui. Si arrabbia velocemente, spesso se si parla di droghe. Nonostante sia una persona molto difficile con cui parlare, ha dimostrato di essere una persona di buon cuore salvando dei cuccioli di cane e tenendosene uno per sé chiamandolo Pompidou, alla quale tiene molto. Ha rivelato di essere credente e frequenta spesso la chiesa. Ha avuto una relazione con Rachel la quale teneva molto considerandola l'unica persona che lo capiva. Nonostante non si fidi di Chloe e Max considerando quest'ultima inquietante, se si riesce ad ottenere il suo aiuto egli comincia a fidarsi delle due fino a rispettarle. Chloe ha un grosso debito verso di lui e la tartassa spesso per avere i soldi. Può morire per mano di Chloe se Frank aggredisce Max quando tentano di avere il suo registro contabile. È doppiato da Daniel Bonjour (Life Is Strange) e Nick Apostolides (Life Is Strange: Before the Storm).

### Michael North
Michael North (conosciuto come Mikey) è un personaggio secondario di Life Is Strange: Before the Storm. È un ragazzo di 13 anni che frequenta la Blackwell Academy. È il classico ragazzo nerd. Un ragazzino di colore coi capelli corti quasi rasati e indossa grandi occhiali neri. È un ragazzo molto timido e a stento parla con le ragazze e come accennato da Chloe non ha mai baciato una ragazza. È il fratello minore di Drew North alla quale vuole molto bene. Condividono la stessa stanza anche se non si potrebbe e i due spesso giocano a giochi da tavolo. È il migliore amico di Stephanie la quale passa molto tempo insieme e i due giocano spesso a giochi da tavolo, precisamente a Dungeons and Dragons. Nonostante sia un ragazzo molto timido riesce a socializzare con Chloe nonostante lei abbia un carattere molto diverso da lui. È doppiato da Dillon Winfrey.

### Stephanie Gingrich
Stephanie Gingrich (preferisce essere chiamata Steph) è un personaggio secondario di Life Is Strange: Before the Storm. È una ragazza che frequenta la Blackwell Academy. Una ragazza carina e si veste sempre in modo sportivo, inoltre indossa sempre un cappellino bianco. Come affermato da lei stessa, è una geek e non le importa di esserlo. Inoltre ama molto il teatro e organizza spesso spettacoli teatrali. È la migliore amica di Mikey e i due trascorrono molto tempo insieme e giocano spesso a giochi da tavolo, principalmente a Dungeons and Dragons. Passa molto tempo insieme a Mikey e infatti è amica anche di suo padre. Ha dichiarato di essere lesbica e infatti è attratta da Rachel Amber. Lei è una delle poche persone che parla con Chloe e le due vanno d'accordo nonostante non passano molto tempo insieme. È doppiata da Katy Bentz.

### Damon Merrick
Damon Merrick è l'antagonista principale di Life Is Strange: Before the Storm. È un uomo di 31 anni, lo si riconosce subito per la cicatrice che possiede in faccia e per i numerosi tatuaggi. È molto pericoloso e famoso per i suoi atti criminali. Possiede un carattere molto irascibile ed essendo un criminale basta poco per fargli perdere la pazienza e incute paura perfino a coloro che gli sono amici o che collaborano con lui. Porta sempre con sé un coltello che usa spesso per minacciare o uccidere. L'unica cosa che gli importa sono i soldi, infatti pur di guadagnare è disposto a tutto. Non sopporta i traditori e se perde la pazienza è anche capace di uccidere i suoi stessi amici. Quando un suo cliente è in debito, si reca personalmente dal soggetto per minacciarlo. È il proprietario di una segheria fuori città che ha trasformato in un bar dove spesso permette a delle band di fare concerti punk. Quando Chloe e Rachel s'incontrano con Frank e Damon alla discarica per dare loro i soldi, le ragazze chiedono informazioni su una loro cliente, ovvero Sera, ma Damon non da loro nessuna informazione. Quando scopre che Rachel è la figlia del procuratore tenta di ucciderla ma riesce solamente a pugnalarla senza però assassinarla. Viene poi contattato dal padre di Rachel che gli ordina di uccidere Sera ma Damon gli comunica che lo avrebbe fatto solamente se avesse bruciato le prove di un suo furto e aver scoperto chi è il traditore nella sua banda. Dopo che Chloe distrugge le prove e cerca di dargli informazioni sulla spia, si reca da Damon per dargli altri soldi e qui si scopre che Damon era sul punto di uccidere Sera. Sul luogo giunge Frank che salva Chloe e Sera e dopo un duro scontro uccide Damon perché ormai è fuori controllo. È doppiato da Kyle Williams.

### Eliot Hampden
Eliot Hampden è un personaggio secondario di Life Is Strange: Before the Storm. È uno studente della Blackwell Academy. È un ragazzo carino ma sembra non avere molte ragazze attorno, infatti Chloe lo definisce un lupo solitario. È un ragazzo tranquillo, educato, calmo e spesso insicuro. Gli piace suonare la chitarra e spesso crea canzoni dedicate a Chloe, per la quale prova qualcosa. Nonostante si dimostri un ragazzo bravo in realtà la sua vera natura è un'altra. È un individuo ossessivo, aggressivo e instabile con poca tolleranza per la frustrazione o il rifiuto, infatti quando ha capito che Chloe è innamorata da Rachel ha cominciato a perdere il controllo dimostrando un comportamento super geloso e fuori controllo arrivando addirittura a spingere la ragazza. Ha dimostrato molte volte di essere interessato a Chloe, ma il suo interesse amoroso per lei sembra essere maniacale e ossessivo infatti è arrivato addirittura a pedinarla e a costringerla con la forza a parlare. Non sopporta Rachel Amber considerandola una persona falsa, ma in realtà è solo geloso per il fatto che lei è riuscita a conquistare Chloe al posto suo. È doppiato da Cameron Quiseng.

### James Amber
James Amber è l'antagonista secondario di Life Is Strange: Before the Storm. È il padre di Rachel Amber e procuratore distrettuale di Arcadia Bay. Uomo di mezza età, vestito sempre in modo elegante. È il marito di Rose che ha acquisito il cognome Amber. È un uomo calmo che raramente parla, ama molto sua figlia e farebbe di tutto pur di proteggerla. La sua famiglia è tutto per lui e cerca sempre di tenerla al sicuro visto il lavoro che svolge. Ha nascosto a sua figlia la verità su sua madre per proteggerla. James a quanto pare sembra avere molti oscuri segreti e cerca di nasconderli in tutti i modi e a volte cerca di risolverli in modo molto cruento, infatti ha assoldato Damon Merrick per uccidere Sera, la vera madre di Rachel, affinché le due non s'incontrassero mai. Era disposto anche a bruciare le sue indagini affinché Sera venisse uccisa. Quando era giovane ha conosciuto Sera, i due s'innamorarono ed ebbero una figlia, ovvero Rachel. Tuttavia Sera aveva sempre avuto il desiderio di fuggire e questo suo desiderio la fece finire nel circolo della droga finendo per diventare una tossicodipendente dimenticandosi di badare a sua figlia. James vedendo tale situazione decise di non far vedere più Rachel a Sera decidendo di pagarla purché lei stesse alla larga. Per quindici anni James ha nascosto tale segreto pagando Sera, da allora prova un odio profondo verso coloro che fanno uso di droga, anche per dosi leggere. È doppiato da Patrick Finerty.

### Sera Gearhardt
Sera Gearhardt è un personaggio secondario di Life Is Strange: Before the Storm. È la madre biologica di Rachel ed ex moglie di James Amber. Di aspetto assomiglia molto a Rachel. È una donna molto bella e James l'ha descritta che fin dall'università era circondata da spasimanti. James ha detto che era una persona con un grande carisma attirando a sé ogni genere di persona. Anche di carattere assomiglia molto a sua figlia Rachel, cioè che non era soddisfatta della vita e che cercava un posto dove poteva essere se stessa. Quando Sera e James si fidanzano all'università i due s'innamorano e decidono di sposarsi, tuttavia James rivela che Sera ha sempre avuto il bisogno di fuggire per vivere una vita diversa. Quando è nata Rachel ella ha provato a sopprimere questo suo grande desiderio tuttavia non riuscì a controllarsi più di tanto e cominciò a fare uso di droghe fino a diventare una tossicodipendente dimenticandosi completamente di sua figlia. James decise di allontanarsi da lei non facendole vedere più Rachel, Sera accetta a condizione che ogni anno riceva dei soldi. Per quindici anni Sera riceve dei soldi da James riuscendo anche a disintossicarsi per un anno e decide di incontrare sua figlia ma James si rifiuta di tale scelta e assolda Damon Merrick affinché uccida Sera. Ella verrà salvata da Chloe e chiederà alla ragazza di mentire a Rachel riguardo al fatto che non l'ha trovata e di mentire riguardo al fatto che James ha cercato di ucciderla. È doppiata da Andrea Fletcher.

### Charles Eriksen
Charles Eriksen è un personaggio secondario di Le fantastiche avventure di Captain Spirit. È il padre di Chris Eriksen. Un uomo sulla trentina, capelli corti biondo scuro e folta barba. Dopo la morte della moglie Emily, Charles è diventato un alcolizzato e nonostante siano passati tre anni non accetta ancora completamente la sua morte. Vuole molto bene a suo figlio, tuttavia una parte di sé lo incolpa per la morte di sua moglie, infatti lei è morta in un incidente in macchina mentre si recava a prendere Chris da qualche parte. Quando è ubriaco tende a volte a far del male a suo figlio, tuttavia dopo si scusa e si pente per il gesto compiuto. Cerca in tutti modi di chiudere il vuoto che sua moglie ha lasciato ma non ci riesce perché a volte Chris gli fa ricordare che Emily faceva determinate cose in modo diverso. Tuttavia sembra aver iniziato una relazione con una certa Audra e in una lettera trovata da Chris ella vuole conoscere suo figlio. È doppiato da Nick Apostolides.

## Altri personaggi

### William Price
William Price è un personaggio minore di Life Is Strange e Life Is Strange: Before the Storm. Era il padre di Chloe e marito di Joyce. È morto a causa di un incidente stradale. Uomo molto socievole, cordiale, gentile, scherzoso e sempre sorridente nonostante le avversità. Era anche amico di Max, infatti la considerava come una seconda figlia. Max e William avevano una passione in comune, ovvero, la fotografia e infatti anche William possedeva una polaroid. Ama molto sua moglie e sua figlia ed esse lo amavano allo stesso modo. Chloe era molto legata con suo padre, infatti nonostante siano passati diversi anni ella non ha ancora pienamente accettato la sua morte e lo nomina spesso. Due anni dopo la sua morte, Chloe ogni volta che sognava lo vedeva in sogno e questi le dava consigli. Nella realtà alternativa, creata dai cambiamenti temporali apportati da Max, quest'ultima gli consiglia di prendere un autobus, così facendo si salva dall'incidente e rimane vivo. È doppiato da Joe Ochman (Life Is Strange ed nell'episodio bonus in Life Is Strange: Before the Storm) e Peter D. Michael (Life Is Strange: Before the Storm). Il suo animale guida o spirito animale è un corvo nero, il quale appare diverse volte durante il gioco. Da ricordare il momento in cui Chloe sogna il viaggio in macchina con suo padre, ormai morto, e per un istante le appare un corvo nero sul cruscotto.

### Raymond Wells
Raymond Wells (conosciuto come Ray) è un personaggio minore di Life Is Strange e Life Is Strange: Before the Storm. È il preside della Blackwell Academy. Il suo animale guida è rappresentato da un uccello di bronzo che tiene sulla sua scrivania. Uomo di mezza età, si veste sempre in modo elegante, ma ha la brutta abitudine di bere e il suo passato da alcolista viene rivelato con il susseguirsi degli eventi. Uomo molto severo, serio e autoritario, svolge il suo lavoro da preside con diligenza apparente, tuttavia sembra non accorgersi dei problemi che ci siano all'interno della scuola o perlomeno ne rimane fuori. Quando Nathan Prescott non si comporta in modo appropriato e viene inviato dal preside, questi chiude sempre un occhio per evitare di inimicarsi la sua famiglia che d'altronde finanzia la scuola. Cerca di apparire come un uomo responsabile che ha sempre tutto sotto controllo ma la verità è che non ha idea dei malsani complotti alla Blackwell. È doppiato da Eric Morgan Stuart (Life Is Strange) e Marcus Oliver (Life Is Strange: Before the Storm).

### Taylor Christensen
Taylor Christensen è un personaggio minore di Life Is Strange e viene menzionata in Life Is Strange: Before the Storm. È una ragazza adolescente della Blackwell Academy. Vestita sempre molto alla moda, possiede dei lunghi capelli biondi lisci, ha la frangia e si veste in modo estivo. È un membro del Vortex Club nonché migliore amica di Victoria e Courtney. È la classica ragazza maleducata che tratta male coloro che non sono popolari, inoltre lei e Courtney fanno qualunque cosa che Victoria ordina trattandole come schiave. Nonostante il comportamento maleducato sa riconoscere i propri errori e chiedere scusa se ha sbagliato. Insieme alle sue amiche prende in giro Max adulando incondizionatamente la sua padroncina Victoria. In base alle scelte, Taylor potrà scusarsi con Max e iniziare un'amicizia. È doppiata da Ashly Burch.

### Courtney Wagner
Courtney Wagner è un personaggio minore di Life Is Strange. È una ragazza della Blackwell Academy. È un membro del Vortex Club nonché migliore amica di Victoria e Taylor. Vestita sempre alla moda, porta i capelli corti a caschetto tinti di colore viola. Lei e Taylor fanno qualunque cosa che Victoria ordina trattandole come schiave. Pur prendendo in giro la protagonista Max, Taylor potrà in seguito scusarsi con Max e diventarle amica. È doppiata da Hannah Telle.

### Andrew North
Andrew North (conosciuto principalmente come Drew) è un personaggio minore di Life Is Strange: Before the Storm. È un ragazzo di diciotto anni e studente della Blackwell Academy. Fratello maggiore di Mikey North. Si veste sempre con la felpa della squadra di rugby della scuola. Si dimostra una persona coraggiosa anche se aggressiva, prende in giro principalmente i ragazzi che non fanno parte della squadra. Se la prende spesso con Nathan, considerandolo un ragazzino viziato e la causa della perdita del lavoro del padre. Ha una borsa di studio per il college grazie ai suoi successi sportivi. Vuole molto bene a Mikey ed è molto protettivo nei suoi confronti. Farebbe di tutto pur di proteggerlo. Purtroppo è nei giri della droga e la spaccia anche lui nella scuola. Non riesce a estinguere i suoi debiti. Per questo motivo viene minacciato pesantemente. È doppiato da Trey Hutch.

### Zachary Riggins
Zachary Riggins (conosciuto come Zach) è un personaggio minore di Life Is Strange e viene menzionato in Life Is Strange: Before the Storm. È uno studente della Blackwell Academy e membro del Vortex Club. Quarterback della squadra di rugby della scuola. In alcuni momenti si nota come Zach si alleni con il pallone da rugby nel giardino dei dormitori e colpisca accidentalmente la studentessa Alyssa. È fidanzato con Juliet ma Victoria tenta di interferire con la loro storia ed escogita un piano per farli lasciare. Usando Dana, la migliore amica della sua ragazza, Victoria riesce a rompere due relazioni: l'amicizia tra Juliet e Dana e la relazione romantica tra Juliet e Zach. Se Max aiuterà Juliet a risolvere questa storia, Zach potrà ritornare insieme a Juliet. È doppiato da Derek Phillips.

### Juliet Watson
Juliet Watson è un personaggio minore di Life Is Strange e Life Is Strange: Before the Storm. È una studentessa della Blackwell Academy e membro del Vortex Club. È la giornalista della scuola. Ragazza molto sicura di sé e non pensa due volte a dire quello che pensa. Nonostante sia una persona popolare e membro del Vortex Club considera i membri dei poco di buono criticandoli nei suoi articoli. È la migliore amica di Dana ed è fidanzata con Zachary. Dopo che Victoria non riesce a mettere a punto il suo piano per farla rompere con Zach grazie al sangue freddo della protagonista, Juliet ringrazia Max e comincia a considerarla e a rispettarla. È doppiata da Dayeanne Hutton (Life Is Strange) e Krystina Tasker (Life Is Strange: Before the Storm).

### Samantha Myers
Samantha Myers è un personaggio minore di Life Is Strange: Before the Storm. È una studentessa della Blackwell Academy. È una matricola della scuola. È una ragazza molto dolce ma timida con la costante paura di dire qualcosa di inappropriato agli altri. Nonostante il suo lato timido è una ragazza molto aperta e rispetta Chloe ritenendola una persona brava nonostante gli altri pensino il contrario. Sembra avere una cotta per Nathan perché lo difende sempre quando viene preso di mira dai bulli. Si preoccupa molto per lui. È doppiata da Hailey Hayes.

### Dana Ward
Dana Ward è un personaggio minore di Life Is Strange e Life Is Strange: Before the Storm. È una studentessa di 18 anni della Blackwell Academy. È un membro del Vortex Club ed è la migliore amica di Juliet. Nonostante faccia parte del Vortex Club e sia una cheerleader molto popolare è una persona molto simpatica e sociale ed è gentile con tutti. Come affermato con Max, a volte vorrebbe solamente rimanere da sola come lei. Era fidanzata con Logan ma i due poi si sono lasciati inoltre Dana è rimasta incinta di Logan ma poi ha deciso di abortire. Si fidanzerà successivamente con Trevor. Come Rachel, anche lei ama il teatro e fa parte del gruppo di recitazione della scuola. È doppiata da Dani Knights (Life Is Strange) e Maura Corsini (Life Is Strage: Before the Storm).

### Logan Robertson
Logan Robertson è un personaggio minore di Life Is Strange e viene menzionato in Life Is Strange: Before the Storm. È uno studente della Blackwell Academy e facente parte del Vortex Club. Fa parte della squadra di rugby della scuola. È il classico ragazzo sportivo che ama vantarsi nell'essere un asso nello sport, ama la vita e pensa più a divertirsi che a studiare. Fa uso di droghe come molti altri. È arrogante e molto borioso inoltre è anche un bullo. Quando parla con Max usa sempre un tono sprezzante tuttavia prova un'attrazione sessuale verso di lei, infatti flirta con lei diverse volte. Era fidanzato con Dana ma i due poi si sono lasciati e la causa sembra essere la gravidanza di lei. È doppiato da Don McManus.

### Trevor Yard
Trevor Yard è un personaggio minore di Life Is Strange ed è menzionato in Life Is Strange: Before the Storm. È uno studente della Blackwell Academy. Un patito dello skateboard e lo si vede spesso fare acrobazie col suo migliore amico Justin. È un ragazzo socievole e non gli importa delle critiche che riceve dagli altri, inoltre ha dimostrato di essere molto premuroso. Max lo rispetta per le acrobazie che fa con lo skateboard. È fidanzato con Dana. È doppiato da Nik Shriner.

### Alyssa Anderson
Alyssa Anderson è un personaggio minore di Life Is Strange e viene menzionata in Life Is Strange: Before the Storm. È una studentessa della Blackwell Academy. È una ragazza in carne con dei capelli tinti di color viola. È una ragazza molto riservata e parla poco con chiunque, tuttavia è contro il Vortex Club ed è amica di Kate e Stella. Max è sempre gentile con lei e le due possono diventare amiche. È doppiata da Dayeanne Hutton.

### Brooke Scott
Brooke Scott è un personaggio minore di Life Is Strange e Life Is Strange: Before the Storm ma in quest'ultimo viene menzionata e invia dei messaggi a Chloe. È una studentessa della Blackwell Academy. È una ragazza asiatica con una grande passione per la matematica e la scienza. Come Alyssa, preferisce rimanere in disparte tuttavia apprezza la compagnia delle persone che sono intelligenti. È una nerd e le piace passare le giornate a giocare o a perfezionare il suo drone. Passa molto tempo insieme a Warren con la quale condivide molti interessi e sembra avere una cotta per lui, infatti dimostra molte volte di essere gelosa nei confronti di Max. È doppiata da Dani Knights.

### Justin Williams
Justin Williams è un personaggio minore di Life Is Strange e Life Is Strange: Before the Storm. È uno studente della Blacwell Academy. È il migliore amico di Trevor, infatti i due condividono la passione per lo skateboard. È un ragazzo perennemente rilassato, dovuto al fatto che fa uso di droghe molto spesso. Trova piacevole parlare con Max. Sembra provare qualcosa per Chloe, infatti lui la definisce sexy e spesso i due si scambiavano le canne. È doppiato da Carlos Luna (Life Is Strange) e Chad Skiles (Life Is Strange: Before the Storm).

### Hayden Jones
Hayden Jones è un personaggio minore di Life Is Strange e Life Is Strange: Before the Storm. È uno studente della Blackwell Academy e membro del Vortex Club. È un ragazzo alto, di colore con dei capelli corti. Come per Dana, anche se fa parte del Vortex Club è una persona gentile ed educata che critica anche gli altri membri del gruppo, tuttavia ci passa spesso le serate. È molto gentile con Max e sembra provare interesse verso di lei visto che la invita spesso a uscire. Fa parte anche del gruppo di recitazione e fa spesso uso di droghe. È doppiato da Don McManus (Life Is Strange) e Ike A (Life Is Strange: Before the Storm).

### Stella Hill
Stella Hill è un personaggio minore di Life Is Strange e viene menzionata in Life Is Strange: Before the Storm. È una studentessa della Blackwell Academy. È una ragazza minuta che si veste sempre in modo sportivo e porta degli occhiali fini. È una ragazza seria, educata e molto studiosa, tuttavia sa parlare bene con gli altri. Ha affermato spesso che viene da una famiglia povera. Fa uso di droghe e anche lei è in debito con Frank. Stima molto il professor Jefferson. Nella realtà alternativa, creata dai cambiamenti temporali effettuati da Max, è fidanzata con Warren. È doppiata da Ashly Burch.

### Daniel DaCosta
Daniel DaCosta è un personaggio minore di Life Is Strange. È uno studente della Blackwell Academy. È un ragazzo un po' grassottello, con dei capelli corti e degli occhiali neri. È un ragazzo molto timido che passa spesso il tempo seduto sotto gli alberi a disegnare la quale è la sua passione. È vittima di bullismo e viene spesso preso in giro da Logan. È un ragazzo gentile e spesso fa gli autoritratti di ragazze, principalmente di Rachel che si era offerta come sua musa. È doppiato da Nik Shriner.

### Evan Harris
Evan Harris è un personaggio minore di Life Is Strange e Life Is Strange: Before the Storm. È uno studente della Blackwell Academy. È un ragazzo che preferisce rimanere da solo ed è una persona molto riservata ed orgogliosa. Ritiene che le sue foto siano le più belle di tutte quelle messe insieme da tutti gli studenti della Blackwell Academy. Non rispetta molto le persone intelligenti, ritenendole inferiori. Non fa vedere a nessuno il suo album di foto. Lui e Max non parlano spesso ma si rispettano e Max lo definisce snob, cosa che infatti lo è per davvero. È doppiato da Carlos Luna (Life Is Strange) e Casey Leach (Life Is Strange: Before the Storm).

### Michelle Grant
Michelle Grant è un personaggio minore di Life Is Strange e Life Is Strange: Before the Storm. È un'insegnante della Blackwell Academy. È una donna di colore un po' in carne. Insegna matematica e scienze ed è molto apprezzata dagli studenti, essendo una brava insegnante. È molto disponibile con tutti gli studenti, inoltre considera Max la sua studentessa migliore. È doppiata da PaSean Wilson (Life Is Strange) e Gina Dobson (Life Is Strange: Before the Storm).

### Samuel Taylor
Samuel Taylor è un personaggio minore di Life Is Strange e Life Is Strange: Before the Storm. È il custode della Blackwell Academy. È un uomo di mezza età vestito sempre con gli abiti da custode. È una persona misteriosa, parla in modo criptico e metaforico e spesso si riferisce a se stesso in terza persona. Crede anche nei fenomeni soprannaturali e ha sogni non specifici che gli danno informazioni sulle forze spirituali che circondano altre persone come Max. Tuttavia è una persona gentile, sensibile ed educata e gli piace passare del tempo con gli animali. Sembra avere qualche disturbo mentale a causa del suo comportamento strano. È doppiato da Derek Phillips (Life Is Strange) e Kelly McCracken (Life Is Strange: Before the Storm).

### Rose Amber
Rose Amber è un personaggio minore di Life Is Strange: Before the Storm. È la moglie di James Amber e madre adottiva di Rachel Amber. Donna di mezza età ma ancora molto attraente. Si veste sempre in modo elegante, possiede dei capelli corti a caschetto. È a conoscenza della storia tra James e Sera, tuttavia ella ama molto James e ha deciso di accettare questo suo passato oscuro. Nonostante Rachel non sia la sua vera figlia le vuole molto bene come se fosse la sua vera madre e farebbe di tutto per lei. È doppiata da Kelly Handcock.

### Skip Matthews
Skip Matthews è un personaggio minore di Life Is Strange: Before the Storm. È l'addetto alla sicurezza della Blacwell Academy tre anni prima che il ruolo fosse di David. È un ragazzo sui venti passa anni, molto cordiale con gli studenti ma viene spesso preso di mira da loro e non rispettano le sue avvertenze nonostante lui sia cordiale. Possiede un gruppo musicale dove spesso fa dei concerti. Va d'accordo con Chloe. È doppiato da Tanner Gould.

### Sean Prescott
Sean Prescott è un personaggio minore di Life Is Strange: Before the Storm e viene menzionato spesso in Life Is Strange nonostante non appaia mai. È il capostipite della famiglia Prescott ed è il padre di Nathan. Uomo d'affari molto scrupoloso ed è conosciuto in tutta Arcadia Bay per i suoi modi bruschi e loschi per ottenere le cose. Uomo molto orgoglioso e il suo obiettivo principale è quello di far prevalere su tutto e tutti il nome della sua famiglia. Rimprovera spesso Nathan per i suoi modi e perché lo fa vergognare spesso. Tutti i cittadini di Arcadia Bay detestano i Prescott e infatti dicono che ormai la città si potrebbe chiamare "Prescott Bay". È doppiato da Sean Omeara.